# Hosmer-Lemeshow-Test
Der Hosmer-Lemeshow-Test wird zur Bewertung der Anpassungsgüte von Klassifikationsmodellen, wie beispielsweise der logistischen Regression, verwendet. Die Berechnung der Testgröße beruht auf den beobachteten Werten {\displaystyle y_{1},\dots ,y_{n}\in \{0,1\}} von Bernoulli-verteilten Zufallsvariablen {\displaystyle Y_{1},\dots ,Y_{n}} mit unbekannten Eintrittswahrscheinlichkeiten (Bernoulli-Parametern) und den aus einer logistischen Regression mit Hilfe der Maximum-Likelihood-Methode gewonnenen Schätzwerten für diese unbekannten Eintrittswahrscheinlichkeiten. Dabei bezeichnet {\displaystyle n} die Anzahl der Beobachtungen (Untersuchungseinheiten). 

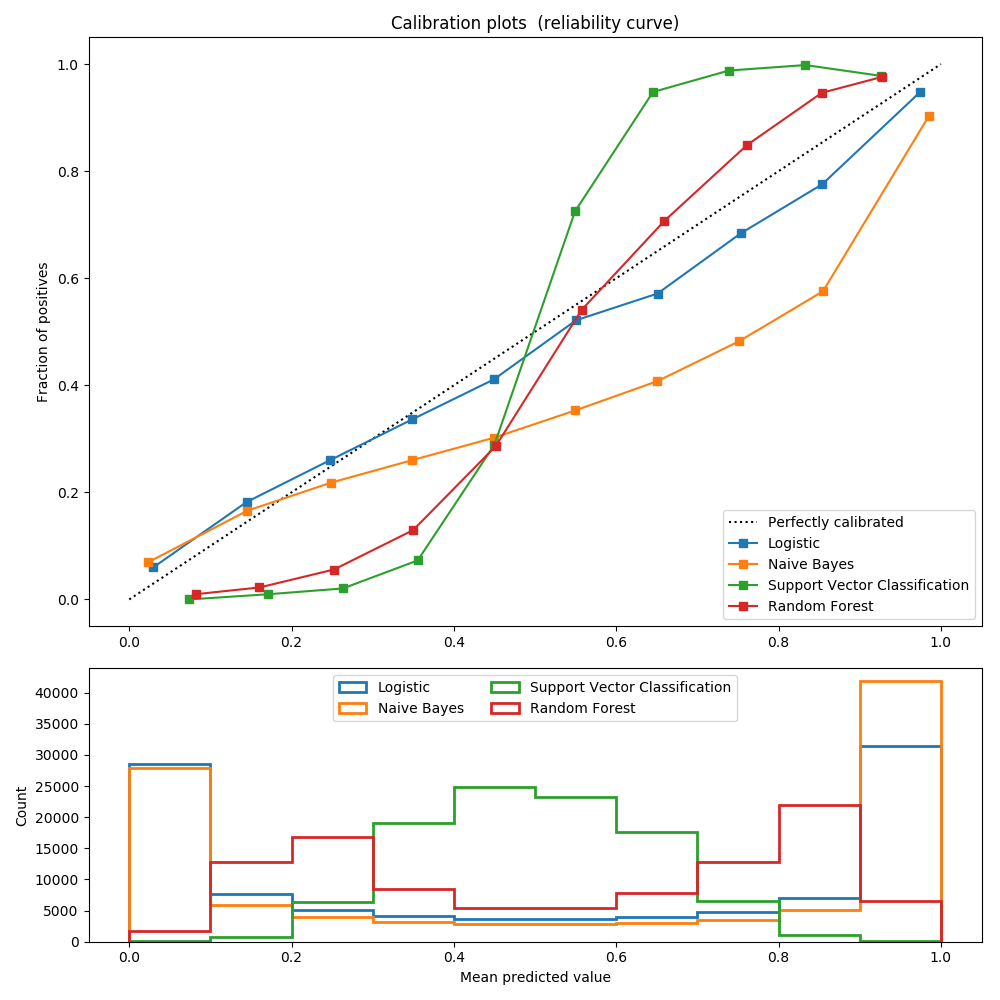
Kalibrierungskurven

Die Grundidee des Tests ist, aus den beobachteten Werten {\displaystyle y_{1},\dots ,y_{n}} und den geschätzten Wahrscheinlichkeiten eine Testgröße zu bilden, mit deren Hilfe auf die Gültigkeit der Modellannahmen geschlossen werden kann.
Der Hosmer-Lemeshow-Test wird zur Überprüfung der Kalibrierung eines Modells eingesetzt.

## Hosmer-Lemeshow-Test für die logistische Regression

### Testidee
Mit
{\displaystyle p_{i}:={\hat {P}}(Y_{i}=1),\quad i=1,\dots ,n}
seien die mit Hilfe der Maximum-Likelihood-Methode aus einem logistischen Regressionsmodell gewonnenen Schätzwerte  
für die unbekannten Eintrittswahrscheinlichkeiten {\displaystyle P(Y_{i}=1)} bezeichnet.
Die Grundidee des Hosmer-Lemeshow-Tests ist, dass sich für eine Teilmenge {\displaystyle M\subset \{1,\dots ,n\}} mit {\displaystyle m<n} Elementen, die ähnliche geschätzte Eintrittswahrscheinlichkeiten haben, die beobachtete relative Häufigkeit {\displaystyle p_{o,M}:={\frac {1}{m}}\sum _{i\in M}y_{i}}
der eingetretenen Ereignisse und die durchschnittliche durch die logistische Regression geschätzte Eintrittswahrscheinlichkeit
{\displaystyle {\bar {p}}_{M}={\frac {1}{m}}\sum _{i\in M}p_{i}} nicht zu stark unterscheiden und dass sich diese Abweichungen durch eine Wahrscheinlichkeitsverteilung beschreiben lassen, falls das Modell richtig ist.

### Testgröße
Für die Testdurchführung werden die Untersuchungseinheiten in {\displaystyle g<n} disjunkte Gruppen aufgeteilt, wobei die Anzahl der Gruppen abhängig von den Beobachtungswerten fixiert werden. Eine typische Gruppenzahl ist {\displaystyle g=10}. Die Zuordnung zu den Gruppen erfolgt anhand der geschätzten Eintrittswahrscheinlichkeiten {\displaystyle p_{1},\dots ,p_{n}}. Dabei gibt es zwei Methoden für die Gruppenbildung. Bei der ersten Methode erfolgt die Zuordnung anhand von vorgegebenen festen Intervalle, z. B. {\displaystyle (0,0.1]},  {\displaystyle (0.1,0.2],\dots ,(0.8,0.9]},  {\displaystyle (0.9,1)}. Bei der zweiten Methode  werden die Intervallgrenzen durch die Dezile der geschätzten Eintrittswahrscheinlichkeiten festgelegt, so dass etwa 10  gleichgroße Gruppen entstehen. Die so gebildeten  Gruppen sind durch {\displaystyle G} disjunkte Teilmengen {\displaystyle M_{j}\subset \{1,\dots ,n\}}  mit {\displaystyle \bigcup _{j=1}^{g}M_{j}=\{1,\dots ,n\}} charakterisiert, die jeweils die Indizes derjenigen Untersuchungseinheiten enthalten, die zur Gruppe {\displaystyle j} gehören. Diese beiden Varianten sind der Grund für die Abschnittsüberschrift 5.2.2 The-Hosmer-Lemeshow-Tests.
Die Testgröße ist
{\displaystyle h:=\sum _{j=1}^{g}{\frac {(o_{j}-n_{j}{\bar {p}}_{j})^{2}}{n_{j}{\bar {p}}_{j}(1-{\bar {p}}_{j})}}\;.}
Dabei bezeichnen  
{\displaystyle n_{j}=\#M_{j}}
die Anzahl der Beobachtungseinheiten in der Gruppe {\displaystyle j},
{\displaystyle o_{j}=\sum _{i\in M_{j}}y_{i}=p_{o,M_{j}}n_{j}}
die Anzahl der beobachteten (englisch observed) Ereignisse in der Gruppe {\displaystyle j} und 
{\displaystyle {\bar {p}}_{j}:={\frac {1}{n_{j}}}\sum _{i\in M_{j}}p_{i}}
die mittlere geschätzte Eintrittswahrscheinlichkeit in der Gruppe {\displaystyle j}. 
Das Produkt {\displaystyle e_{j}:=n_{j}{\bar {p}}_{j}} kann als die geschätzte erwartete (englisch expected) Anzahl der Ereignisse in der Gruppe {\displaystyle j} interpretiert werden. Damit ergibt sich für die  Hosmer-Lemeshow-Prüfgröße die äquivalente Darstellung 
{\displaystyle h=\sum _{j=1}^{g}{\frac {(o_{j}-e_{j})^{2}}{n_{j}{\bar {p}}_{j}(1-{\bar {p}}_{j})}}}
die an eine Chi-Quadrat-Statistik erinnert. Im Unterschied zu dieser hängen alle Größen von den Beobachtungen ab, da die {\displaystyle e_{j}} nicht, wie bei der Chi-Quadrat-Statistik die aufgrund eines Modells erwarteten Häufigkeiten, sondern geschätzte erwartete Häufigkeiten sind, die über die geschätzten Eintrittswahrscheinlichkeiten {\displaystyle p_{j}} von allen beobachteten Werten der erklärten und der erklärenden Variablen abhängen. 
Eine weitere in der Literatur anzutreffende äquivalente Darstellung der Testgröße {\displaystyle h} mit {\displaystyle 2g} anstelle von {\displaystyle g} Summenaden ergibt sich aus einer Unterscheidung zwischen Erfolgen ({\displaystyle y_{i}=1}) und Misserfolgen ({\displaystyle y_{i}=0}). Die Hosmer-Lemeshow-Prüfgröße wird dann als
{\displaystyle h=\sum _{j=1}^{g}\left({\frac {(o_{j}-e_{j})^{2}}{e_{j}}}+{\frac {(o_{j0}-e_{j0})^{2}}{e_{j0}}}\right)}
geschrieben, wobei – ergänzend zu obiger Notation –
{\displaystyle o_{j0}:=n_{j}-o_{j}}
die Anzahl der beobachteten Misserfolge in Gruppe {\displaystyle j} ist und 
{\displaystyle e_{j0}:=n_{j}(1-{\bar {\pi }}_{j})=n_{j}-e_{j}}
die geschätzte erwartete Anzahl der Misserfolge in der Gruppe {\displaystyle j} ist.
Die beiden Varianten der Testgröße, die sich aus der Gruppenbildung mit festen Grenzen und mit beobachtungsabhängigen Grenzen ergeben, werden in der Literatur häufig mit {\displaystyle {\hat {C}}} und {\displaystyle {\hat {H}}} bezeichnet. Dabei wird häufig weder in der Notation, noch in der Sprechweise zwischen der Testgröße als aus den beobachteten Werten berechneter Zahl und der Teststatistik, die als Stichprobenvariable eine Zufallsvariable mit einer Wahrscheinlichkeitsverteilung ist.

### Testdurchführung
Hosmer und Lemeshow vertreten die Position, dass die Testgröße {\displaystyle h} unter sehr allgemeinen Bedingungen der realisierte Wert einer Zufallsvariablen {\displaystyle H} ist, die bei Richtigkeit des logistischen Regressionsmodells für hinreichend großen Stichprobenumfang näherungsweise einer Chi-Quadrat-Verteilung mit {\displaystyle g-2} Freiheitsgraden folgt.
Die berechnete Testgröße {\displaystyle h} wird daher mit den Quantilen einer Chi-Quadrat-Verteilung mit {\displaystyle g-2} Freiheitsgraden verglichen, wobei kleine Werte für eine gute Anpassungsgüte sprechen.

### Theoretische Grundlage
Anders als sonst bei statistischen Testverfahren üblich, liegt kein bewiesener Satz vor, aus dem hervorgeht, unter welchen Bedingungen eine Teststatistik, deren Realisation die Hosmer-Lemeshow-Testgröße {\displaystyle h} ist, approximativ oder asymptotisch einer Chi-Quadrat-Verteilung mit {\displaystyle g-2} Freiheitsgraden folgt. Die Basis ist vielmehr eine Vermutung, die durch Simulationsuntersuchungen gestützt wird. „Using an extensive set of simulations, Hosmer and Lemeshow (1980) demonstrated that, when {\displaystyle J=n} and the fitted model is the correct model, the distribution of {\displaystyle {\hat {C}}} is well approximated by the chi-square distribution with {\displaystyle g-2} degrees of freedom {\displaystyle \chi ^{2}(g-2)}. While not specically examined, it is likely that {\displaystyle \chi ^{2}(g-2)} also approximated the distribution when {\displaystyle J\approx n}.“ Hierbei bezeichnet {\displaystyle J} die Anzahl der beobachteten Wertekonstellationen der erklärenden Variablen (Kovariablen) (covariate pattern) und {\displaystyle n} die Anzahl der beobachteten Werte. „This is the case most frequently encountered in practice, when there is at least one continuous covariate in the model.“ Jedenfalls setzen damit die Autoren des Tests ein Warnsignal für Anwendungen, bei denen {\displaystyle J} deutlich kleiner als {\displaystyle n} ist.

## Hosmer-Lemeshow-Test für die multinomiale logistische Regression
Eine Verallgemeinerung der logistischen Regression, bei der die erklärte Variable die beiden Wert 0 und 1 annehmen kann, ist die multinomiale logistische Regression, bei der die erklärte Variable Werte in der Menge {\displaystyle \{0,1,\dots ,c-1\}} annimmt und {\displaystyle c\geq 3} die Anzahl der Kategorien ist. Für diesen Fall existiert eine Verallgemeinerung des Hosmer-Lemeshow-Tests.
In diesem Fall gibt es {\displaystyle g} Gruppen und {\displaystyle c} Kategorien, wobei die Kategorie {\displaystyle 0} als Referenzkategorie dient. Die zu berechnende Testgröße hat dann {\displaystyle c\cdot g} Summanden und besitzt die Form
{\displaystyle h=\sum _{j=1}^{g}\sum _{k=0}^{c-1}{\frac {(o_{jk}-e_{jk})^{2}}{e_{jk}}}\;,}
wobei die {\displaystyle o_{jk}} die beobachteten Ereignisse und {\displaystyle e_{jk}} die erwarteten geschätzten Ereignisse in Gruppe {\displaystyle j} und  Kategorie {\displaystyle k} sind.